# Browntown
Browntown és una vila dels Estats Units a l'estat de Wisconsin. Segons el cens del 2000 tenia 252 habitants.

## Demografia
Segons el cens del 2000, Browntown tenia 252 habitants, 100 habitatges, i 77 famílies. La densitat de població era de 92,7 habitants per km².
Dels 100 habitatges en un 32% hi vivien nens de menys de 18 anys, en un 63% hi vivien parelles casades, en un 9% dones solteres, i en un 23% no eren unitats familiars. En el 18% dels habitatges hi vivien persones soles el 7% de les quals corresponia a persones de 65 anys o més que vivien soles. El nombre mitjà de persones vivint en cada habitatge era de 2,52 i el nombre mitjà de persones que vivien en cada família era de 2,82.
Per edats la població es repartia de la següent manera: un 25% tenia menys de 18 anys, un 3,6% entre 18 i 24, un 26,6% entre 25 i 44, un 27% de 45 a 60 i un 17,9% 65 anys o més.
L'edat mediana era de 41 anys. Per cada 100 dones de 18 o més anys hi havia 92,9 homes.
La renda mediana per habitatge era de 36.500 $ i la renda mediana per família de 41.563 $. Els homes tenien una renda mediana de 27.083 $ mentre que les dones 21.667 $. La renda per capita de la població era de 14.876 $. Aproximadament el 4,9% de les famílies i el 5,6% de la població estaven per davall del llindar de pobresa.

## Poblacions més properes
El següent diagrama mostra les poblacions més properes.